# كارل ماسون
كارل ماسون (بالإنجليزية: Carl Mason)‏ هو لاعب غولف بريطاني، ولد في 25 يونيو 1953 في باكيستون في المملكة المتحدة.

## وصلات خارجية
- كارل ماسون على موقع رابطة أوروبا للاعبي الغولف المحترفين (الإنجليزية)
- كارل ماسون على موقع التصنيف العالمي الرسمي للغولف (الإنجليزية)